# Rosalind Keith

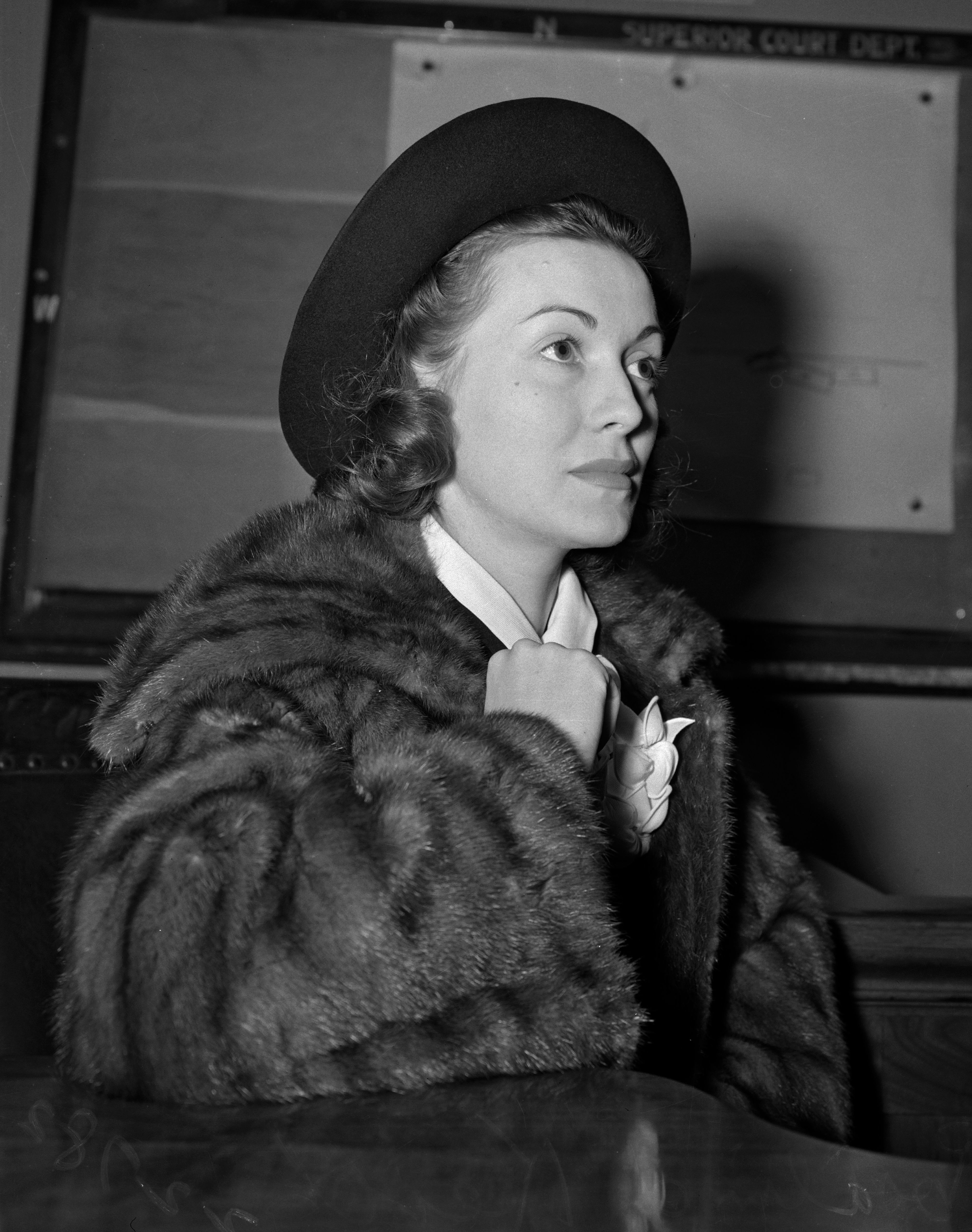
Rosalind Keith

Rosalind Keith (* 6. Dezember 1916 in Belleville, Illinois als Rosalind Culli; † 24. Februar 2000 in Glenwood, Arkansas) war eine US-amerikanische Schauspielerin.

## Leben
Rosalind Keith wurde 1916 in Belleville, im US-Bundesstaat Illinois, als Tochter von Rudolph und Hilda Culli geboren. Ihre Familie zog in ihrer Jugend nach Belleville, Illinois. Sie studierte an der Kendall School of Expression in Belleville und setzte dies fort, nachdem ihre Familie nach St. Louis gezogen war. Im Alter von 15. Jahren heiratete sie James M. Lewis in St. Louis. 1935 ließ sie sich wieder scheiden. Später heiratete sie den Kameramann William Mellor in Boulder City, Nevada.
1934 hatte Keith in dem Film Romance in the Rain ihren ersten Auftritt. Sie drehte im Verlauf der folgenden fünf Jahre circa 20 Filme für Columbia Pictures und Paramount Pictures, wobei sie Nebenrollen und in einigen B-Filmen auch Hauptrollen spielte. 1944 kehrte sie nochmals kurz für einen letzten Filmauftritt ins Hollywood-Geschäft zurück. Später wurde sie Sängerin unter dem Namen Rosalind Courtright.

## Filmografie
- 1934: Romance in the Rain
- 1935: Der gläserne Schlüssel (The Glass Key)
- 1935: Sein letztes Kommando (Annapolis Farewell)
- 1935: It’s a Great Life
- 1936: Poppy
- 1936: King of the Royal Mounted
- 1936: Theodora wird wild (Theodora Goes Wild)
- 1937: Find the Witness
- 1937: Westbound Mail
- 1937: Parole Racket
- 1937: Motor Madness
- 1937: Criminals of the Air
- 1937: Clipped Wings
- 1937: A Fight to the Finish
- 1937: A Dangerous Adventure
- 1937: Under Suspicion
- 1937: Manhattan Shakedown
- 1938: Arson Gang Busters
- 1939: Trouble in Sundown
- 1939: Bad Boy
- 1944: Ladies of Washington